# AIM-152 AAAM

Phiên bản của Hughes/Raytheon/McDonnell Douglas phía trên, của GD/Westinghouse bên dưới

Tên lửa AIM-152 AAAM là tên lửa không đối không tầm xa của Mỹ. Tuy nhiên Chương trình phát triển không đi tới việc chấp nhận đưa vào phục vụ trong Hải quân Mỹ do kết thúc của Chiến tranh lạnh  và mục tiêu chính của nó không còn nữa - các máy bay ném bom siêu âm của Liên Xô. Chương trình phát triển được dừng lại vào năm 1992.

## Tính năng
(Do tên lửa chưa từng được sản xuất và thử nghiệm nên thông số này là lý thuyết)
Hughes/Raytheon:
- Độ dài: 3.66 m (12 ft)
- Đường kính: 231 mm (9 in)
- Khối lượng: Less than 300 kg (660 lb)
- Tốc độ: Mach 3+
- Tầm bắn: 185 km+ (115 miles) (100 nm)
- Động cơ: Rocket/ramjet
- Đầu nổ: 14 đến 23 kg (30 đến 50 lb) Nổ mảnh

GD/Westinghouse:
- Độ dài: 3.66 m (12 ft)
- Đường kính: 140 mm (5.5 in)
- Khối lượng: 172 kg (380 lb)
- Tốc độ: Mach 3+
- Tầm bắn: > 185 km (100 nm) (115 miles)
- Động cơ: Đa xung nhiên liệu rắn
- Đầu nổ: 14 đến 23 kg (30 đến 50 lb) nổ mảnh